# Ryan Lindgren
Ryan Lindgren, född 11 februari 1998, är en amerikansk professionell ishockeyback som spelar för Seattle Kraken i National Hockey League (NHL) Han draftades i andra rundan som 49:e totalt vid NHL Entry Draft 2016 av Boston Bruins och har tidigare spelat för New York Rangers och Colorado Avalanche.
Han är bror till Charlie Lindgren som är målvakt för Washington Capitals.

## Statistik

### Klubbkarriär
| 2014–15    | U.S. National Development Team | USHL       | 35  | 3  | 10 | 13  | 65  | —  | — | —  | —  | —  |
| 2015–16    | U.S. National Development Team | USHL       | 25  | 4  | 8  | 12  | 16  | —  | — | —  | —  | —  |
| 2016–17    | University of Minnesota        | B1G        | 32  | 1  | 6  | 7   | 65  | —  | — | —  | —  | —  |
| 2017–18    | University of Minnesota        | B1G        | 35  | 2  | 7  | 9   | 51  | —  | — | —  | —  | —  |
| 2017–18    | Hartford Wolf Pack             | AHL        | 10  | 2  | 2  | 4   | 23  | —  | — | —  | —  | —  |
| 2018–19    | Hartford Wolf Pack             | AHL        | 65  | 0  | 12 | 12  | 94  | —  | — | —  | —  | —  |
| 2018–19    | New York Rangers               | NHL        | 5   | 0  | 0  | 0   | 8   | —  | — | —  | —  | —  |
| 2019–20    | Hartford Wolf Pack             | AHL        | 9   | 1  | 1  | 2   | 6   | —  | — | —  | —  | —  |
| 2019–20    | New York Rangers               | NHL        | 60  | 1  | 13 | 14  | 47  | 3  | 0 | 1  | 1  | 0  |
| 2020–21    | New York Rangers               | NHL        | 51  | 1  | 15 | 16  | 35  | —  | — | —  | —  | —  |
| 2021–22    | New York Rangers               | NHL        | 78  | 4  | 11 | 15  | 48  | 17 | 2 | 3  | 5  | 10 |
| 2022–23    | New York Rangers               | NHL        | 63  | 1  | 17 | 18  | 45  | 7  | 1 | 1  | 2  | 6  |
| 2023–24    | New York Rangers               | NHL        | 76  | 3  | 14 | 17  | 36  | 16 | 0 | 3  | 3  | 6  |
| 2024–25    | New York Rangers               | NHL        | 54  | 2  | 17 | 19  | 36  | —  | — | —  | —  | —  |
| 2024–25    | Colorado Avalanche             | NHL        | 18  | 2  | 1  | 3   | 4   | 7  | 0 | 3  | 3  | 8  |
| NHL totalt | NHL totalt                     | NHL totalt | 405 | 14 | 88 | 102 | 259 | 50 | 3 | 11 | 14 | 30 |

### Internationellt
| År            | Lag           | Turnering     | Resultat      |    | Matcher | Mål | Assist | Poäng | Utv |
| ------------- | ------------- | ------------- | ------------- | -- | ------- | --- | ------ | ----- | --- |
| 2014          | USA           | U17           | 2             | 6  | 0       | 1   | 1      | 4     |     |
| 2016          | USA           | U18           | 3             | 7  | 2       | 3   | 5      | 4     |     |
| 2017          | USA           | JVM           | 1             | 7  | 0       | 1   | 1      | 0     |     |
| 2018          | USA           | JVM           | 3             | 7  | 0       | 1   | 1      | 2     |     |
| Junior totalt | Junior totalt | Junior totalt | Junior totalt | 27 | 2       | 6   | 8      | 10    |     |